# 山田君與7人魔女
《山田君與7人魔女》是日本漫畫家吉河美希所創作的愛情校園漫畫作品。於《週刊少年Magazine》2012年12號起至2017年12號止連載。台灣中文版由東立出版社代理，於《新少年快報》2012年第24期起轉載。
於2013年8月至9月在日本富士電視台播放同名電視劇。同年8月24日公布動畫宣傳短片，2015年4月至6月播放同名電視動畫，此外另有兩話OVA隨單行本第15、17卷限定版發售。

## 故事簡介
故事主角山田龍就讀於私立朱雀高中二年級，是老師和同學眼中的問題學生。厭惡學校裡的生活的山田，在某一天和同班同學白石麗摔下樓梯，卻意外地交換身體，在優等生白石身體裡生活的過程中，山田明白白石的辛苦。由於心靈與身體相互交換，從此看到一個嶄新的世界。
本作是一部愛情喜劇作品，特色在於大量的「接吻」場景，不但男女主角在第一話就接吻，主要角色接吻次數比起其他漫畫更是頻繁許多。

## 登場角色

### 超自然研究部
山田龍（聲：逢坂良太）
本作主角，通稱「山田君（山田同學）」。能力為「複製」，能複製與自己最近一次接吻的魔女能力並加以使用，但只能夠複製同時會失去之前複製的能力，此外與單向型能力的魔女親吻會反過來對魔女自身使用魔女的能力。
私立朱雀學院高等部二年B班→3年A班，是一名問題學生，徹頭徹尾的不良少年，且厭惡學校裡的生活。在某一天和同班同學白石麗摔下樓梯，相撞後昏迷因為接吻而交換身體，由於心靈與身體相互交換改變兩人之後的校園生活。被宮村發覺能力，於調查完白石不想就讀大學的原因後，宮村以提供一個能在校園內接吻的場所為由，讓山田與白石加入超自然研究社。在社內地位低落，對魔女的相關事務日益了解，因為能夠抵禦魔女的能力，經常被同伴們要求完成魔女情報的收集和善後工作。此外對炒麵麵包非常熱愛。
喜歡白石麗，曾於其失憶時嘗試告白，被白石以有喜歡的人為由而拒絕，但又立刻振作起來。在進行七人的魔女儀式後，許下「消除這個學校的魔女的能力」的願望，成功讓大家取回記憶，之後向白石重新告白成功後，兩人開始交往。
故事結局10年後成為某知名重工業公司開發事業部部長，山田在他公司已經是非常有人氣的，男生羨慕他的工作實力，女生羨慕他的實力與長相，和白石結婚，育有兩個孩子。
白石麗（聲：早見沙織）
私立朱雀学院高等部二年B班→3年C班（234話），本作女主角，山田的同班同学，也是第一個與山田互换身體發現秘密的人。
原本的優等生白石麗在學校没有朋友，暗地里常被其他同学欺負，因此對去學校上學一事十分反感，而没有考大學的想法。但在一次偶然的機緣下與問題學生山田互换了身體，山田以白石的身體解決偷窺事件後，在校内人氣暴漲，同時交到了不少朋友，對上學的看法由排斥轉為喜歡，並對山田說出，假如其願意考大學，自己也會同意考取大學。
「內在互換（入れ替わ（いれかわ））」的魔女，能力是與自己親吻的對象互換身體，且於互換身體的情況下還能與其他人互換。
之後由於受到西園寺理花對山田的魔女影響而暫時失去關於魔女的記憶，但無法抹滅曾經存在的感情，因此於看見山田與他人接吻時，會不自覺得流淚，於失憶期間仍然莫名的信任山田，會對失去喜歡的人（即山田）而導致的空虛記憶而悲傷。
失憶期間曾被山田告白後，以有喜歡的人為由而拒絕山田，於七人的魔女儀式後已恢復記憶，並且在向山田道歉後，告訴其自己喜歡的人就是山田，兩人開始交往。
因山田許下「消除這個學校的魔女的能力」的願望，因而能力消失。
故事結局10年後成為外資投資銀行的主管，薪資是山田的3倍，和山田結婚，育有兩個孩子。
宫村虎之介（聲：增田俊樹）
私立朱雀學院高等部二年C班→3年A班，學生會三位副會長之一，因为其美型的外表在校内校外广受女生的欢迎，對貓有恐懼症。通过山田龙与白石丽在校内引发的事件而盯上两人的宫村，最终发现了两人的秘密，并邀请其加入超自然研究部，并进一步挖掘了互换身体的原因，也是第二位与山田互换身体的人。
超自然研究部副部长，原會長候補人選之一，由于山田找出了第七魔女的存在而被山崎选定为下任学生会长。原本是帮助姐姐找到第七名魔女而转入私立朱雀学院，但受到西園寺理花对山田的魔女影响而暂时失去关于魔女的记忆。第一期魔女儀式過後已恢復記憶。
由于山田的帮助完成了寻找到第七名魔女，所以被山崎指任为下一任学生会长。由於學校发生第二期魔女事件而继续进行魔女的收集和控制工作。途中因超過半數學生受一條的魔女能力影響，學生會遭到提議解散，然而宮村放棄重新參選的機會，並推薦玉木參選下一任學生會長並協助其當選。
因為潮使用失去記憶能力的關係又遺忘山田，後參與恢復記憶的計劃。三年級被分到和山田同班，三年A班。但白石卻忽然請詫摩消除學校所有人對他的記憶，所以遺忘了白石。後開始幫助山田把白石的記憶找回來，畢業後和山田一同考上殿大。
故事結局10年後成為日本外交官，後來參加山田和白石的結婚典禮。
伊藤雅（聲：內田真禮）
私立朱雀学院高等部二年C班→3年C班（197話）。对超自然事件十分着迷，对同学散播自己发现超自然事件而被同学们视为谎话大王。原本因為對「超自然研究部」有興趣而希望入部，卻意外目擊正要互換身體的山田和白石，作为遵守秘密和对魔女的研究而被允许留在超自然研究部。
超自然研究部的社員，番外篇得知家裡很有錢。现由于受到西園寺理花对山田的魔女影响而暂时失去关于魔女的记忆。現在已恢復記憶。因受一條能力影響而進行罷免學生會。事件結束後又因為山田與潮失去記憶的能力而又失去對山田的記憶，參與恢復記憶的計劃。因白石忽然請詫摩消除學校所有人對他的記憶，所以遺忘了白石。後來也幫助山田把白石的記憶找回來。
故事結局10年後成為朱雀高中的老師，後來參加山田和白石的結婚典禮。被小田切調侃怎還不跟樁結婚。
椿劍太郎（聲：佐佐木壽治）
私立朱雀学院高等部二年D班→3年級。和猿島瑪利亞一樣是歸國子女。喜歡白石麗，在舊校舍炸天婦羅之後就會心情好，因此曾被滝川諾亞设计嫁祸给为魔女的猿島瑪利亞，以此迫使 猿島瑪利亞被退学而失去魔女资格。后来由山田解决事件，并加入超自然研究部。
超自然研究部的社員，番外篇得知家裡管很嚴。现由于受到西園寺理花对山田的魔女影响而暂时失去关于魔女的记忆，後已恢復記憶。因白石卻忽然請詫摩消除學校所有人對他的記憶，所以遺忘了白石。後也幫助山田把白石的記憶找回來。
故事結局10年後成為他們家族的餐廳主廚兼老闆，後來參加山田和白石的結婚典禮。

### 魔女

#### 故事最初的七位魔女
以西園寺理香為中心的七位魔女，受學生會所掌握著。
白石麗
能力是「內在互換」的魔女，同時為「初始的魔女」，詳見『白石麗』。
小田切寧寧（聲：喜多村英梨）
私立朱雀學院高等部二年A班，前學生會副會長，會長候補人選之一，窺覬著學生會會長之位。
能力是「擄獲」的魔女，能力是讓與自己親吻的對象完全喜歡上自己，但若與山田親吻則會變成愛上山田。有利用能力來組建親衛隊。
曾受到西園寺理花對山田的魔女影響而暫時失去關於魔女的記憶，並利用能力重組親衛隊和想利用山田來擊敗宮村，結果反而因此恢復記憶和了解到西園寺理花能力的極限。現在已退出會長競選並決定幫助山田恢復所有失去記憶的魔女和同伴們。因山田許下「消除這個學校的魔女的能力」的願望，因而能力消失。第一期魔女儀式完成後被宮村安排為下一任學生會書記。
喜歡山田，以前看見山田擊退不良少年，想把他拉攏做同伴，但因為山田記憶被篡改過而以為小田切陷害他。後來與山田接吻後山田發現自己的過去與小田切的記憶不符合，經過調查後才發現小田切所說的才是事實，山田的記憶被篡改過，因而解開誤會。得之自己從一年級到現在一直都喜歡著山田。
故事結局10年後與潮結婚，育有2個子女，後來也參加山田和白石的結婚典禮。
飛鳥美琴（聲：花澤香菜）
私立朱雀學院高等部三年C班，前學生會會長山崎的秘書。對山崎會長很尊重極為忠心，當山崎會長被冒犯時會痛擊對方。平時十分文靜，有虐待狂的個性，曾將山田吊起來盡情肆虐，是個隱藏的抖S。
能力是「透明人」的魔女，能力讓與自己親吻的對象看不見自己的能力，其能力很早就被玉木真一奪取，在魔女儀式上被玉木交還能力。因山田許下「消除這個學校的魔女的能力」的願望，因而能力消失。在完成第一期魔女儀式後，獲得到超自然研究部的研究手冊上下冊，和潮組建將棋部。
大塚芽子（聲：牧野由依）
私立朱雀學院高等部二年C班，個性內向，擅長畫圖，有點偏於御宅族，漫研社社員，成績差強人意。
能力是「思念」的魔女，能力是與自己親吻的對象心靈感應，需在腦中想像對方的樣子才能發送。使用能力的時候個性有很大的差別。曾受到西園寺理花對山田的魔女影響而暫時失去關於魔女的記憶，但已恢復記憶。因山田許下「消除這個學校的魔女的能力」的願望，因而能力消失。喜歡和白石麗對調身份後的山田。
故事結局10年後成為漫畫家，後來也參加山田和白石的結婚典禮。
猿島瑪利亞（聲：高尾雪）
私立朱雀學院高等部二年F班，歸國子女，個性樂天外向，思想較開放，習慣舌吻。有一個弟弟。
能力是「未來視」的魔女，能力是可以看到以接吻對象為視點的自己的未來。因看見舊校舍的火災及不想變成縱火者而一度逃學，在山田等人幫助避過縱火事件。後由於自己的能力而苦惱，求助山田能在不退學的情況消除能力而正常的談戀愛。。曾受到西園寺理花對山田的魔女影響而暫時失去關於魔女的記憶，但已恢復記憶。因山田許下「消除這個學校的魔女的能力」的願望，因而能力消失。
故事結局10年後成為知名模特兒兼服裝設計師，後來也參加山田和白石的結婚典禮。   对山田抱有好感
瀧川諾亞（聲：悠木碧）
私立朱雀學院高等部一年C班，令學生會長困擾的問題集團首領。
能力是「過去視」的魔女，能力是在夢中看到與自己親吻的對象過去「心靈創傷」的經歷。因山田許下「消除這個學校的魔女的能力」的願望，因而能力消失。
擁有朱雀學院七大奇異事件下卷，由於曾被其他人困在部室而等待中失禁。曾經阻止問題學生集團試圖迫使其他魔女退學而幫助問題學生成員獲得能力，後來在山田主導下解決。 喜欢山田，之後經常纏著山田，自稱是山田的妻子。并且很粘山田。曾受到西園寺理花對山田的魔女影響而暫時失去關於魔女的記憶，但已恢復記憶。
在學生會被罷免後，開始與山田和宮村行動。是山田得到第七位魔女的能力之後第一位接吻的人，而成為山田的觀察員(觀測手)，因此第二次失去記憶事件依然記得山田。成為超常現象研究部的下任部長。
能力獲得來源可能是當年山崎會長時期學生會舉行過一次儀式（76話小田切回想起）阻止黑詫摩宣揚魔女（225話），因相同魔女們只能舉行一次儀式必須換人（162話南希提到），後指示玉木奪取原先擁有這能力的魔女（76話小田切回想起，玉木說出口），再奪取飛鳥秘書的能力覆蓋後，新入學的諾亞獲得能力，誕生成為新魔女。
故事結局10年後參加山田和白石的結婚典禮。
西園寺理香（聲：田澤茉純）
私立朱雀學院高等部三年F班，討厭陽光，總是拿著一把遮陽傘。
能力是「消除記憶」的魔女，能力並不是以接吻發動能力，而是將雙手接近對方臉頰去發動能力，能与其他魔女的能力一同叠加在普通学生的身上，且其他魔女對此能力沒有免疫力，以及能探知擁有魔女能力的學生，但代價是會續漸被人遺忘。觀察員為學生會長山崎。
喜歡山崎，與山崎的關係是身心一體，後來因為不想繼續孤獨一人而幫助山田，因山田許下「消除這個學校的魔女的能力」的願望，而能力消失。
故事結局10年後參加山田和白石的結婚典禮。

#### 儀式前已存在的魔女
以虹野晴子為中心的七位魔女，這些魔女並非繼承原七名魔女的空缺，而是早在山田消除原七名魔女的能力之前就已經是魔女的存在。
虹野晴子
私立朱雀學院高等部二年G班（188話），輕音社。自稱南希，喜好朋克装扮。
能力是「消除記憶」的魔女，能力是並不是以接吻發動能力，能与其他魔女的能力一同叠加在普通学生的身上，且其他魔女對此能力沒有免疫力，以及能探知擁有魔女能力及身中能力的學生，但代價是會續漸被人遺忘。與山田一樣在拯救身陷能力影響的魔女，十分討厭學生會，但中期數次與學生會合作解決魔女事件。與消除記憶前的姫川是朋友，因為某些原因而消去山田和姫川的記憶，喜歡山田，認識消除記憶前的山田。
故事結局10年後成為有名的歌手。
清集院桃子
私立朱雀學院高等部二年I班。能力是「内在互换」的魔女，能力是能與自己親吻的對象互換精神，但互换時會保留原身體主人的部分人格感情。
紺野翼
私立朱雀學院高等部二年F班，籃球社社長。能力是「絕對服從」的魔女，能力是將與自己親吻的對象完全服從自己。因過度濫用能力而被能力吞噬，甚至對學生會出手，後來在山田幫助下成功不再使用能力。
萌黄小鳥
私立朱雀學院高等部二年E班。能力是「讀心術」的魔女，能力是能與自己親吻的對象互相讀心，可通過手中的玩偶去施加能力，但由於玩偶並沒有意識，所以通過玩偶施加能力的話只會出現小鳥單向讀心的情況。原本被山田與南希調查其能力，後來山田反而過度濫用複製能力而被能力吞噬。後來能力被五十嵐奪去，後潮將其能力返還。
筑紫愛子
私立朱雀學院高等部二年G班。能力是「預知未來」的魔女，能力是能看到與自己親吻對象為視點的自己的未來，而且所見的未來能由筑紫本人輕易改變，可通過水去施加能力。山田為展開防護罩與其接觸，但由於筑紫提出的「接吻費用」過高而無法接吻，山田只好與筑紫共同工作，並成功與其接吻。
菊池茜
私立朱雀學院高等部二年F班。很守時的大忙人，平時只有少許的空閒時間。能力是「隱形人」的魔女，能力是能讓與自己親吻的對象看不見自己的能力。
姬川空
私立朱雀學院高等部二年D班，手藝部部長。性格天然呆，而且十分笨拙，是一個超級好人，雖然是手藝部部長但手藝完全不行。能力是「浪漫回憶」的魔女，能力是能看到與自己親吻的對象與其所愛之人的片段回憶。
山田為調查悠里而接近姬川，但受到姬川性格影響，不自覺的將所有事告訴姬川。喜歡山田，在一年級時已經認識山田，與山田有一段關係且十分親密，在山田對她施加能力所看見的回憶中所出現的人正是山田，但過去在一年级時得知山田喜歡的對象並非自己，而要求南希消去她與山田的記憶，其後與山田接吻後才恢復記憶。
故事結局10年後和悠里結婚，育有1個子女，後來也參加山田和白石的結婚典禮。

#### 儀式後才誕生的魔女
以詫摩類為中心的七位魔女，作為最初七位魔女的繼任者，新誕生的魔女，均為男性，各種能力都得到進化，且不一定用親吻施加。
黑崎仁
私立朱雀學院高等部一年級，學生會副會長。經常穿着兜帽的帥哥，性格毒舌。喜歡宮村，希望被宮村命令。
能力是「參與過去」的魔女，能與自己親吻的對象的過去穿越並能真實干涉，是能讓與自己親吻的對象現在感到幸福的能力。在「穿越」之後，必須與「過去」的目標再次接吻才能回到「現在」，雖然在「過去」可能會感覺過很長時間，但其實在「現在」只是發一會呆的時間。最初出場時並未發現有能力，後來一次意外與山田和有栖川接吻下發現自己擁有魔女能力。
故事結局10年後與有栖川結婚，現在的他在池袋擔任帥哥咖啡廳的店長，後來也參加山田和白石的結婚典禮。
詫摩類
私立朱雀學院高等部二年D班。擁有雙重人格，兩個人格皆為魔女。被稱為白詫摩的魔女能力是「消除記憶」，個性較為和善，喜歡站在高處耍威風，常常利用話語躲避承諾以及套別人話，武力值很弱且時常貧血。被稱為黑詫摩的魔女能力為「魔女探知」是能探知擁有魔女能力及身中能力的學生，而且能中和身中能力的學生的能力，性格狂放不拘，很討厭另外一個人格，稱自己才是原本的詫摩，想利用魔女儀式消滅另一人格，武力值很高，連山田都不是對手。
自升上二年級後一值保持在白詫摩人格，知曉為何要接吻去發動能力。對山田抱有興趣，試圖與其合作不果，曾與將棋部合作，後主動放出黑詫摩協助山田查詢一年級時被消除記憶的事件。黑詫摩對過去的事情完全知曉，且在一次以武力打贏山田，推測當時被疑是消除記憶的為白詫摩的記憶，而黑詫摩並沒有被消除記憶。過去黑詫摩在還沒有能力時敏銳察覺到魔女存在於學校中，因而盯上白石，並與山田打架導致其退學，在學生會舉行魔女儀式時，因交換人格讓白詫摩被消除記憶，爾後長時間並未出現，故只有黑詫摩以及不受影響的班長沒有失去記憶。
故事結局10年後成為一名神父，他參加山田和白石的結婚典禮，在婚禮禮堂擔任山田與白石的證婚神父。
一條政宗
私立朱雀學院高等部二年J班。能力是「煽動」的魔女，能力通過握手施加，能煽動與自己握手對象的妒忌心，但自身沒有辦法干涉不滿的對象。性格惡劣，總想引人注目。在學校在經常缺課，令老師頭痛的問題學生，從小到大就不斷參與各種競選，但都以失敗告終。
獲得能力後加入將棋部，將目標指向最高權力者學生會將其罷免後，競逐學生會長，但輸給玉木。
三浦悠里
私立朱雀學院高等部一年H班。姬川空的青梅竹馬。能力是「操縱」的魔女，能力是能控制與自己親吻的對象的行為，可通過頭槌施加能力，但據三浦自己所言一次只可對一人使用。與潮打算舉行儀式策劃將學校變回原來的樣子。在學生會被罷免後的會長選舉前，於演說會時操縱小田切，使玉木支持率降低。選舉結束後被玉木邀請擔任學生會秘書。
故事結局10年後與姬川結婚，育有1個子女，後來也參加山田和白石的結婚典禮。
鈴原光
私立朱雀學院高等部一年B班（191話），有位雙胞胎哥哥鈴原螢。能力是「擄獲」的魔女。
因入學當天哥哥發生車禍意外，而以哥哥的身分代替他到朱雀高中上學。打算參加明年的入學考試，以自己的名字進入朱雀高中就讀。後來哥哥恢復健康辦理別間學校入學，再辦理來朱雀高中的轉學而成功來就讀，現在已恢復真正身分上學，後加入超常現象研究部。
艾力克斯·史賓賽
私立朱雀學院高等部三年H班，為外國來的留學生。能力是「內在互換」的魔女。

### 學生會
雨宮
前學生會會長，山崎接任前的會長（單行本19、28集），女性，讓當時一年級的白石麗簽下契約，簽屬後能實現一個願望。指示西園寺去消除當年得知魔女儀式能實現願望的手藝社姬川山田5人與時任超研社山崎兩組人的記憶（159話、160話）

#### 山崎體制
山崎春馬（聲：福山潤）
私立朱雀學院高等部三年級生，前學生會長。外表英俊，頭腦十分聰明，個性狡猾腹黑，為達目的不擇手段。喜歡跟女人聊天跟泡茶，經常安排山田等人完成關於魔女的任務。因每屆會長的傳承，對魔女一事十分清楚，設法阻止山田等人集齊7個魔女的計劃。
在失去記憶後因為宮村蕾歐娜的道別對感到失去曾經喜歡的人的空虛記憶而悲傷，為想起來當初成為學生會長的原因而放手讓山田去舉行儀式。完成儀式後恢復記憶並安排宮村虎之介接任下一任學生會工作。曾舉行過一次儀式（76話小田切回想起）阻止黑詫摩宣揚魔女（225話）消除全校一年級第三學期記憶，因相同魔女們只能舉行一次儀式必須換人（162話南希提到），後指示玉木奪取「過去視」能力的魔女（76話小田切回想起，玉木說出口），再奪取飛鳥秘書透明人能力覆蓋掉。
故事結局10年後從事廣告相關的工作，後來與禮緒奈結婚，也參加山田和白石的結婚典禮。
飛鳥美琴
前學生會會長秘書，詳見『飛鳥美琴』。
宫村虎之介
前學生會副會長，詳見『宫村虎之介』。
小田切寧寧
前學生會副會長，詳見『小田切寧寧』
豬瀨純（聲：田澤茉純）
前學生會會計兼書記，在本作故事中出場極少。

#### 宮村體制
宫村虎之介
前學生會會長，詳見宫村虎之介
山田龍
前學生會會長秘書，詳見『山田龍』
小田切寧寧
學生會書記，詳見『小田切寧寧』
玉木真一
前學生會會計，詳見『玉木真一』
黑崎仁
學生會副會長，詳見『黑崎仁』
有栖川翠
私立朱雀學院高等部一年H班，學生會副會長，進入學生會是為得到學校的推薦，對未來有着很長遠的規劃。性格有點天然呆，但其實很會算計，內心很有心機，為巨乳，在男生中有着相當數量的粉絲。有近視眼，其實有戴着隱形眼鏡。
為測試黑崎仁是否有魔女能力，與其接吻令發現了黑崎的魔女能力。小學時代，曾上著各種課外班，自己未來的路被鋪定，對生活感覺很無聊。在黑崎的提示下答應未來的高中去朱雀學院，並告訴她「那裡絕對不會讓你感覺無聊」，也就在那時有栖川的命運被黑崎改變。
故事結局10年後與黑崎結婚，後來也參加山田和白石的結婚典禮。

#### 玉木體制
玉木真一（聲：立花慎之介）
私立朱雀學院高等部二年H班。擁有「奪取」的能力，能奪取最近一次與自己接吻的魔女的能力並使用，但同時會失去之前奪取的能力，且被親吻的魔女將失去能力。很注重別人的看法，不想被邊緣，偶爾也有對女性體貼的一面，會介意別人提到自己的身高。
自稱魔女殺手，與山田一樣免疫魔女的能力，但後來在第一期魔女儀式後能力已經消失。
原會長候補人選，起初想知道第七魔女的真相爭取會長競選，結果在山田找出第七魔女後同樣被西園寺消除周圍人對魔女記憶，和山田跟小田切聯合對抗會長並找出魔女的真相。在第一期魔女儀式完成後被宮村安排為學生會會計，在學生會被罷免後競選學生會長，後來成功當選學生會長。
故事結局10年後成為公務員，後來也參加山田和白石的結婚典禮。
三浦悠里
學生會會長秘書，最終卷(28卷)接替畢業玉木成為學生會長，詳見『三浦悠里』。
小田切寧寧（單行本23卷）
學生會書記，詳見『小田切寧寧』
黑崎仁（單行本23卷）
學生會副會長，最終卷(28卷)成為幹部，詳見『黑崎仁』
有栖川翠（單行本23卷）
學生會副會長，最終卷(28卷)成為幹部，詳見『有栖川翠』

### 魔女相關者
五十嵐潮（聲：小野大輔）
私立朱雀學院高等部二年H班→三年級，山田初中時的好友，初中時代經常和山田君爭吵，但隨著爭吵兩人感情越來越好，在高中一年級因某次事件後和山田斷絕往來，使山田變成眾矢之的的元凶之一。原小田切親衛隊成員，起初被小田切的能力所作用而愛上了她，為讓她可以當上會長而什麼事情都會做，他自己也很滿意這種狀態，拒絕山田解除他對小田切愛慕之心的提案，小田切解除其身上的能力後表示仍愛著小田切。
在第一期魔女儀式完成後，得到「奪取」的能力，曾奪走萌黃小鳥的能力，為知道儀式過程，將其能力還給萌黃，並向南希提出儀式後可奪走任何一個魔女能力。儀式後決定要奪走南希的能力。在學生會被罷免後的會長選舉前，為解決自己所引出的問題，而使用「消除記憶」的能力。
能力獲得原因可能是潮因為第一次魔女儀式結束後，看見山田有很大轉變，夥伴變多、小田切也愛慕，因此產生忌妒山田的期望才會獲得奪取的能力
故事結局10年後與小田切結婚，育有2個子女，後來也參加山田和白石的結婚典禮。
宫村禮緒奈（聲：澤城美雪）
宮村虎之介的姐姐，私立朱雀學院高等部三年級生，前超自然現象研究部成員。雖然和虎之介表面上關係變差，但是實際上是很關心弟弟的。原來積極地研究關於魔女的信息，當發現第七魔女能力的可怕性後，基於該能力只在學校生效而逃學躲在家中避險。生氣時會拿剪刀丟人。
在山崎春馬成為學生會長前兩人是戀人，在遇見第七個魔女後山崎失去記憶。在理香和山田提出交換條件後首次回到學校，並且向山崎道別為使山崎想起遺忘的記憶而答應讓山田完成儀式。
故事結局10年後成為一名考古學家，後來與山崎結婚，也參加山田和白石的結婚典禮。
鶴川秀明（聲：杉田智和）
私立朱雀學院高等部二年E班，大塚芽子的朋友。帶有眼鏡，希望山田能和大塚成為朋友。
龜田滿（聲：小野友樹）
私立朱雀學院高等部二年D班，大塚芽子的朋友。體型較胖，眼睛被瀏海遮住，有以「〜ぞな」的口癖。
淺野蓮（聲：石川界人）
私立朱雀學院高等部一年H班，瀧川諾亞的朋友。是山田和五十嵐初中時的學弟。在山田主導下只希望和諾亞保持好友關係。
澀谷敬吾（聲：齊藤壯馬）
私立朱雀學院高等部一年F班，瀧川諾亞的朋友。足球隊的王牌。在山田主導下只希望和諾亞保持好友關係。
深澤冴子（聲：新田惠海）
私立朱雀學院高等部一年A班，瀧川諾亞的朋友。學習成績優秀，曾帶領學生考試作弊，由於嫉妒白石學習成績而希望獲得魔女能力，在山田主導下只希望和諾亞保持好友關係。
席德
私立朱雀學院高等部二年H班，輕音社。南希的夥伴，為南希的觀察員，喜歡南希。
鈴原螢
私立朱雀學院高等部一年級，有位雙胞胎弟弟鈴原光。因為入學當天發生車禍而住院中，所以弟弟以自己的身分到朱雀高中上學，後來恢復健康辦理別間學校入學，再辦理來朱雀高中的轉學而成功來就讀，後加入超常現象研究部。

### 其他角色
山田巽美（聲：日高里菜）
山田的妹妹，平時會欺負哥哥，相當懂事，有著非常賢淑的一面，被山田的同伴們認為和其哥哥不像。故事結局10年後變得很漂亮，也參加山田和白石的結婚典禮。
君島華蓮（聲：中原麻衣（OAD））
私立朱雀學院高等部二年E班，女子弓道部部長，擅長柔道，為掩飾害羞經常將把山田過身摔倒在地。原本為保住舊校舍的弓箭部而反對舊校舍拆卸，後來在山田的介入下而同意拆卸。十分有禮貌，性格嚴肅認真，但也有害羞的一面，心願是達到心技一體的境界。因舊校舍拆卸一事過後，喜歡上山田。
佐佐木凛（聲：南里侑香）
私立朱雀學院高等部二年B班。討厭白石對其有欺凌行為，山田本想借用白石的身體揍她替白石出氣，結果被用著山田身體的白石擋下被挨下一拳，事後喜歡上山田。
萩原六太
私立朱雀學院高等部一年B班，將棋部成員。被認為是總在鬧哄哄的笨蛋，在學生會與將棋社對立期間，多次做出助威將棋社宣言的舉動，但南希稱其不是魔女，與其接觸不用擔心會身中能力。
八十島薰
私立朱雀學院高等部一年C班，將棋部成員。與瀧川諾亞同班，以往曾因忌妒心欺負諾亞，但最終適得其反受到班上同學欺負。在將棋部亦受排斥，只被其他部員利用而已，內心其實清楚自己被排擠，但逞強假裝自己有容身之所，最後被山田使用能力拯救，逐漸改善校園生活，也向諾亞道歉達成和解。
火野
私立朱雀學院高等部三年H班，207話登場，喜歡山田，但放下自己感情協助山田（213話），山田與宮村為找到被消除這所學校所有人一年級第3學期的記憶由曾經的手機訊息找到他，火野拍下許多當時球賽照片，後山田複製黑崎回到過去的能力與火野接吻，發現火野協助山崎與白石的第二次告白（因南希消除姬川與山田記憶而遺忘，白石原先與山田交往）

## 用語

### 魔女
私立朱雀學院和一般學院一樣流傳著「七大不思議事件」，由超自然研究部進行研究。在舊校舍原超自然研究部部室發現的「朱雀學院的七大不思議事件－上卷」中記載著「其之6 魔女傳說」。
根據上卷尾頁描述魔女的能力有「擄獲」、「思念」（电视剧改为「内在互换」），除此之外參見下卷，下卷曾经在滝川諾亞手中，在解决滝川諾亞事件，交还到研究部，根据上下卷，记录有6种魔女。但根据学生会长的消息，可能还有一种没有登记。
魔女們皆有各自的能力，皆為女性，每位魔女只能擁有一種能力，而且为灵魂锁定的（例如白石的灵魂交换能力是跟随白石的灵魂的，即使变换了身体），而作用效果为灵魂肉体互锁（例如山田复制了小田切的俘虏人心能力并作用于其他人后，如果和白石交换身体，则其他人对山田身体的仰慕效果就会暂时失效。）
除第七位魔女外，魔女的能力不會互相作用，所以魔女之間的親吻並不會發生任何事。
第七位魔女的身邊會有所謂「觀察員（觀測手）」的存在，觀察員不會被第七位魔女的能力影響，而且跟第七位魔女一樣擁有能探知其他魔女的相關能力，第七位魔女得到魔女能力後第一個與其接吻的人會變成觀察員。
湊齊七位魔女後，就能在學生會室隔壁的儀式之間舉行魔女儀式，並在儀式中許願，但要注意的是，同一組魔女只能舉行一次儀式。
「內在互換」的能力
- 白石麗效果：能與自己親吻的對象互換精神。
- 清集院桃子效果：能與自己親吻的對象互換精神，但互換時會保留原身體主人的部分人格感情。
- 阿雷克斯·斯佩恩薩：和白石麗一樣的能力，能與自己親吻的對象互換精神。

「擄獲」的能力
- 小田切寧寧效果：能將與自己親吻的對象完全擄獲成愛戀自己的俘虜。
- 紺野翼效果：能將與自己親吻的對象完全服從自己。
- 一條政宗效果：能煽動與自己親吻的對象的妒忌心，可通過握手施加能力，但自身沒有辦法干涉不滿的對象。
- 鈴原光效果：和小田切寧寧一樣的能力，能將與自己親吻的對象完全擄獲成愛戀自己的俘虜。

「思念」的能力
- 大塚芽子效果：能與自己親吻的對象有心靈感應，使用该能力时脑中要有对方的具体形象。
- 萌黄小鸟效果：能與自己親吻的對象互相讀心，可通過手中的玩偶去施加能力，但由於玩偶並沒有意識，所以通過玩偶施加能力的話只會出現小鳥單向讀心的情況。双方超过一定距离后能力便不再起作用，双方离得越近效果越强。
- 三浦悠里效果：能控制與自己親吻的對象的行為，可通過頭槌施加能力，但據三浦自己所言只可對一人使用。

「未來視」的能力
- 猿島瑪利亞效果：能看到與自己親吻對象為視點的自己的未來，看到的未来不可改变，除非对当事人使用「內在互換」的能力。
- 筑紫爱子效果：能看到與自己親吻對象為視點的自己的未來，所見的未來能由筑紫本人輕易改變，可通過水去施加能力。

「過去視」的能力
- 滝川諾亞效果：能在夢中看到與自己親吻的對象過去「心靈創傷」的經歷。
- 姬川空效果：能看到與自己親吻的對象與其所愛之人的片段回憶。
- 黑崎仁效果：對與自己親吻的對象的過去有真實干涉，是能讓與自己親吻的對象現在感到幸福的能力。

「透明人」的能力
- 飛鳥美琴效果：能讓與自己親吻的對象看不見自己的能力，並會失去親吻前與飛鳥之短暫記憶。
- 菊池茜效果：能讓與自己親吻的對象看不見自己的能力，但會存有菊池存在的記憶，但無法看見菊池。

「消除記憶」的能力
- 西園寺理花效果：並不是以接吻發動能力，而是將雙手接近對方臉頰去發動能力，能與其他魔女的能力一同疊加在普通學生的身上，且其他魔女對此能力沒有免疫力，以及能探知擁有魔女能力，但代價是會續漸被人遺忘。只有山田龍和玉木真一（魔女殺手）還有做為其觀察員的山崎春馬（但初次對其使用能力時，山崎還未成為西園寺的觀察員，所以當時山崎對西園寺的能力沒有免疫力）免疫該能力。已知該能力並沒出現在研究書冊，而且作用一次後，如果魔女恢復記憶，則不會再受能力影響。可與其他魔女的能力一同疊加在普通人身上。
- 虹野晴子效果：建基西園寺理花的能力外，還具備看出身中能力的學生。觀察員為席德。
- 詫摩類效果：建基西園寺理花和南希的能力外，還具備中和身中能力的學生的能力。觀察員不明。

### 魔女殺手
由玉木真一命名，指不是魔女但擁有能力的人。魔女殺手們皆有各自的能力，每位魔女殺手只能擁有一種能力。魔女殺手對魔女的能力有免疫力，目前只有「複製」和「奪取」兩種能力。
魔女殺手的能力不會互相作用，所以魔女殺手之間的親吻並不會發生任何事。
- 「複製」的能力

效果：能將最近一次的親吻對象的魔女能力複製過來並使用，與單向型能力的魔女親吻會反過來對魔女自身使用魔女的能力。
現任魔女殺手：山田龍
- 「奪取」的能力

效果：能將最近一次的親吻對象的魔女能力消除，並奪為自身能力所用。若再次奪取其他魔女能力，原先魔女能力會消失，並且學校會誕生新的魔女。若再次親吻被奪取能力的魔女，則能夠歸還能力。魔女被奪取能力後所有身中能力的學生的能力都會消失。
現任魔女殺手：玉木真一、五十岚潮。

## 發行書籍
| 卷數 | 講談社         | 講談社                                                            | 東立出版社     | 東立出版社             |
| 卷數 | 發售日期       | ISBN                                                              | 發售日期       | ISBN                   |
| ---- | -------------- | ----------------------------------------------------------------- | -------------- | ---------------------- |
| 1    | 2012年6月15日  | ISBN 978-4-06-384696-6                                            | 2012年12月7日  | ISBN 978-986-324-420-2 |
| 2    | 2012年8月17日  | ISBN 978-4-06-384727-7                                            | 2013年1月16日  | ISBN 978-986-324-421-9 |
| 3    | 2012年10月17日 | ISBN 978-4-06-384754-3                                            | 2013年2月20日  | ISBN 978-986-324-422-6 |
| 4    | 2012年12月17日 | ISBN 978-4-06-384789-5                                            | 2013年4月10日  | ISBN 978-986-324-423-3 |
| 5    | 2013年2月15日  | ISBN 978-4-06-384819-9                                            | 2013年4月26日  | ISBN 978-986-332-071-5 |
| 6    | 2013年4月17日  | ISBN 978-4-06-384857-1                                            | 2013年6月13日  | ISBN 978-986-332-480-5 |
| 7    | 2013年6月17日  | ISBN 978-4-06-384882-3                                            | 2013年9月10日  | ISBN 978-986-332-751-6 |
| 8    | 2013年8月16日  | ISBN 978-4-06-394916-2                                            | 2013年10月14日 | ISBN 978-986-337-187-8 |
| 9    | 2013年9月17日  | ISBN 978-4-06-394928-5                                            | 2013年12月13日 | ISBN 978-986-337-425-1 |
| 10   | 2013年12月17日 | ISBN 978-4-06-394986-5                                            | 2014年3月14日  | ISBN 978-986-348-019-8 |
| 11   | 2014年3月17日  | ISBN 978-4-06-395011-3                                            | 2014年5月7日   | ISBN 978-986-348-692-3 |
| 12   | 2014年5月16日  | ISBN 978-4-06-395080-9                                            | 2014年7月29日  | ISBN 978-986-365-160-4 |
| 13   | 2014年7月17日  | ISBN 978-4-06-395126-4                                            | 2014年9月25日  | ISBN 978-986-365-377-6 |
| 14   | 2014年9月17日  | ISBN 978-4-06-395190-5                                            | 2014年11月17日 | ISBN 978-986-365-669-2 |
| 15   | 2014年12月17日 | ISBN 978-4-06-395264-3（通常版） ISBN 978-4-06-358724-1（限定版） | 2015年2月13日  | ISBN 978-986-382-466-4 |
| 16   | 2015年3月17日  | ISBN 978-4-06-395347-3                                            | 2015年5月21日  | ISBN 978-986-431-118-7 |
| 17   | 2015年5月15日  | ISBN 978-4-06-395396-1（通常版） ISBN 978-4-06-358726-5（限定版） | 2015年7月15日  | ISBN 978-986-431-522-2 |
| 18   | 2015年7月17日  | ISBN 978-4-06-395438-8（通常版） ISBN 978-4-06-362292-8（限定版） | 2015年9月3日   | ISBN 978-986-431-871-1 |
| 19   | 2015年9月17日  | ISBN 978-4-06-395495-1                                            | 2015年11月19日 | ISBN 978-986-462-215-3 |
| 20   | 2015年11月17日 | ISBN 978-4-06-395545-3                                            | 2016年3月7日   | ISBN 978-986-462-592-5 |
| 21   | 2016年1月15日  | ISBN 978-4-06-395581-1                                            | 2016年4月11日  | ISBN 978-986-462-896-4 |
| 22   | 2016年3月17日  | ISBN 978-4-06-395622-1                                            | 2016年5月13日  | ISBN 978-986-470-125-4 |
| 23   | 2016年5月17日  | ISBN 978-4-06-395674-0                                            | 2016年7月13日  | ISBN 978-986-470-430-9 |
| 24   | 2016年7月15日  | ISBN 978-4-06-395714-3                                            | 2016年10月7日  | ISBN 978-986-470-688-4 |
| 25   | 2016年10月17日 | ISBN 978-4-06-395769-3                                            | 2017年2月9日   | ISBN 978-986-482-150-1 |
| 26   | 2016年12月16日 | ISBN 978-4-06-395830-0                                            | 2017年3月9日   | ISBN 978-986-482-521-9 |
| 27   | 2017年2月17日  | ISBN 978-4-06-395873-7                                            | 2017年6月8日   | ISBN 978-986-482-800-5 |
| 28   | 2017年4月17日  | ISBN 978-4-06-395920-8                                            | 2017年7月13日  | ISBN 978-986-486-155-2 |

## OAD動畫
2013年8月24日在YouTube公布動畫宣傳短片，隨單行本第15、17卷限定版於2014、2015年發售。
製作人員
- 監督：宅野誠起
- 助監督：臼井文明
- 台本協力：遠藤智樹
- 人物設計、作畫監督：飯田惠理子
- 美術監督：德田俊之
- 色彩設計：池田瞳
- 特殊效果：石原智美
- 攝影監督：石塚理惠
- 編輯：廣瀨清志
- 音響監督：鶴岡陽太
- 製作擔當：尾崎彩香
- 製作人：柴宏和、立石謙介
- 動畫製作：LIDENFILMS

主題曲
印象曲「ding!ging!dong!」
主唱：
片尾曲
主唱：（A-Sketch）
插曲「ding!ging!dong!」（OAD2）
作詞、編曲：やしきん，作曲：高藤大樹
主唱：超自然研究部〔白石麗（早見沙織）、伊藤雅（內田真禮）、小田切寧寧（喜多村英梨）〕
各話列表
| 話數 | 日文標題 | 中文標題                                  | 劇本       | 分鏡                                        | 演出                                        | 作畫監督                                                                                    | 總作畫監督 |
| ---- | -------- | ----------------------------------------- | ---------- | ------------------------------------------- | ------------------------------------------- | ------------------------------------------------------------------------------------------- | ---------- |
| 1    |          | 另一個朱雀祭溫泉合宿！？ 全員集合！       | 塚本のりこ | 宅野誠起                                    | 宅野誠起 臼井文明                           | 冨谷美香 岡本達明                                                                           | 寺尾憲治   |
| 2    |          | 另一個朱雀祭唱吧！ 跳吧！超常現象研究部！ | 塚本のりこ | 臼井文明 （ダンスパート） 宅野誠起 井出安軌 | 臼井文明 （ダンスパート） 宅野誠起 山下英美 | 飯塚正則 梶浦紳一郎 木下裕考 鳥山冬美 中島美子 増田俊介 吉本拓二 中野良一 松岡謙治 西脇拓己 | 冨谷美香   |

## 電視動畫
電視動畫於2015年4月至6月於TOKYO MX、愛知電視台、TV北海道、西日本放送等獨立電視網播放。

### 製作人員
- 原作：吉河美希「山田君與7人魔女」（講談社「週刊少年Magazine」連載）
- 監督：宅野誠起
- 助監督：臼井文明
- 劇本協力：遠藤智樹
- 系列構成、劇本：橫手美智子
- 角色設計、總作畫監督：飯田惠理子
- 音響監督：鶴岡陽太
- 製作擔當：尾崎彩香
- 製片人：柴宏和、立石謙介
- 音樂：橫山克
- 動畫製作：LIDENFILMS

### 主題曲
片頭曲
作詞：河邊徹，作曲：杉本雄治，編曲：WEAVER、河野圭，主唱：WEAVER（A-Sketch）
片尾曲「CANDY MAGIC」
作詞：作曲：，編曲：ARCHITECT，主唱：mimimemeMIMI（AstroVoice）

### 各話列表
| 話數   | 日文標題 | 中文標題               | 劇本       | 分鏡     | 演出              | 作畫監督                                                                                 | 總作畫監督 | 片尾插畫   |
| ------ | -------- | ---------------------- | ---------- | -------- | ----------------- | ---------------------------------------------------------------------------------------- | ---------- | ---------- |
| 第1話  |          | 怎麼變成那傢伙了啊！   | 橫手美智子 | 宅野誠起 | 長濱亘彥          | 川島尚、林志保 相田誠                                                                    | 伊藤依織子 | 真島浩     |
| 第2話  |          | 和我接吻吧             | 遠藤智樹   | 臼井文明 | 臼井文明          | 鳥山冬美、松岡謙治                                                                       | 伊藤依織子 | 大暮維人   |
| 第3話  |          | 接受？還是不接受？     | 橫手美智子 | 大嶋博之 | 大石康之          | 飯塚正則、板倉健                                                                         | 德田夢之介 | 中澤一登   |
| 第4話  |          | 我好像喜歡上了山田！   | 橫手美智子 | 井端義秀 | 井端義秀          | 富谷美香、中野良一                                                                       | 伊藤依織子 | 福本伸行   |
| 第5話  |          | 接吻可不行哦？         | 橫手美智子 | 小澤一浩 | 山下英美          | 池田志乃、石橋大輔 松岡謙治                                                              | 德田夢之介 | 早見沙織   |
| 第6話  |          | 請回答！               | 遠藤智樹   | 大嶋博之 | 臼井文明          | 相田誠、江上夏樹 門智昭、中野良一 西脇拓己                                               | 富谷美香   | 室田雄平   |
| 第7話  |          | 唯獨天婦羅千萬不要炸！ | 遠藤智樹   | 坂本一也 | 坂本一也          | 佐川遙                                                                                   | 伊藤依織子 | chamooi    |
| 第8話  |          | 超煩人的說             | 遠藤智樹   | 渡邊哲哉 | 渡邊哲哉 大石康之 | 飯塚正則、板倉健 增田俊介、野崎知子                                                      | 德田夢之介 | 寺嶋裕二   |
| 第9話  |          | 必定改變未來           | 橫手美智子 | 山下英美 | 山下英美          | 相田誠、石橋大輔 川島尚、中野良一 西脇拓己、星野真澄 八木元喜、野崎知子                  | 富谷美香   | Robico     |
| 第10話 |          | 請和我交往吧！         | 橫手美智子 | 井出安軌 | 新子太一          | 宮井加奈、星野玲香                                                                       | 相田誠     |            |
| 第11話 |          | 你把白石弄到哪裡去了！ | 橫手美智子 | 三宅和男 | 山田雅之          | 池田志乃、門智昭 鳥山冬美、增田俊介 松岡謙治、八木元喜 西脇拓己                          | 富谷美香   | 飯田惠理子 |
| 第12話 |          | 我喜歡白石！           | 橫手美智子 | 吉岡忍   | 長濱亘彥          | 松岡秀明、野崎麗子 、丸山修二 富谷美香、中野良一 梶浦紳一郎、山本周平 西脇拓己、星野真澄 | 飯田惠理子 | 吉河美希   |

## 腳注
1. ↑  .   [2012-07-07]. （原始内容存档于2013-10-30）.
2. ↑  .   [2013-08-31]. （原始内容存档于2013-09-21）.
3. ↑  . 講談社.   [2012-06-30]. （原始内容存档于2013-06-22）.
4. ↑  .   [2013-09-20]. （原始内容存档于2013-09-21）.
5. ↑  . 講談社.   [2012-08-17]. （原始内容存档于2013-04-01）.
6. ↑  .   [2013-09-20]. （原始内容存档于2013-09-21）.
7. ↑  . 講談社.   [2012-10-17]. （原始内容存档于2012-12-18）.
8. ↑  .   [2013-09-20]. （原始内容存档于2013-09-21）.
9. ↑  . 講談社.   [2012-12-17]. （原始内容存档于2013-05-09）.
10. ↑  .   [2013-09-20]. （原始内容存档于2013-09-21）.
11. ↑  . 講談社.   [2013-02-15]. （原始内容存档于2013-05-09）.
12. ↑  .   [2013-09-20]. （原始内容存档于2013-09-21）.
13. ↑  . 講談社.   [2013-04-17]. （原始内容存档于2013-05-07）.
14. ↑  .   [2013-09-20]. （原始内容存档于2013-09-21）.
15. ↑  . 講談社.   [2013-06-17]. （原始内容存档于2013-06-26）.
16. ↑  .   [2013-09-20]. （原始内容存档于2013-09-21）.
17. ↑  . 講談社.   [2013-08-16]. （原始内容存档于2013-09-28）.
18. ↑  .   [2013-10-14]. （原始内容存档于2013-10-29）.
19. ↑  . 講談社.   [2013-09-17]. （原始内容存档于2013-09-28）.
20. ↑  .   [2013-12-13]. （原始内容存档于2013-12-13）.
21. ↑  . 講談社.   [2013-12-17]. （原始内容存档于2013-12-17）.
22. ↑  . 講談社.   [2014-03-17]. （原始内容存档于2014-02-23）.
23. ↑  . 講談社.   [2014-05-16]. （原始内容存档于2014-05-27）.
24. ↑  . 講談社.   [2014-07-17]. （原始内容存档于2014-07-25）.
25. ↑  .   [2014-06-23]. （原始内容存档于2014-08-08）.

## 外部連結
- （日語）Magamega 山田君與7人魔女 （页面存档备份，存于）
- （日語）動畫「山田君與7人魔女」公式網站 （页面存档备份，存于）
- （日語）動畫「山田君與7人魔女」公式的X（前Twitter）